# كارلا أورتيز (لاعبة كرة طائرة)
كارلا أورتيز (بالإسبانية: Karla Ortiz) (20 أكتوبر 1991 في بيرو - ) هي لاعبة كرة طائرة بيروفية في مركز ضارب خارجي ‏. لعبت مع Club Sporting Cristal Vóley ‏.